# Wasserturm Mosebacke

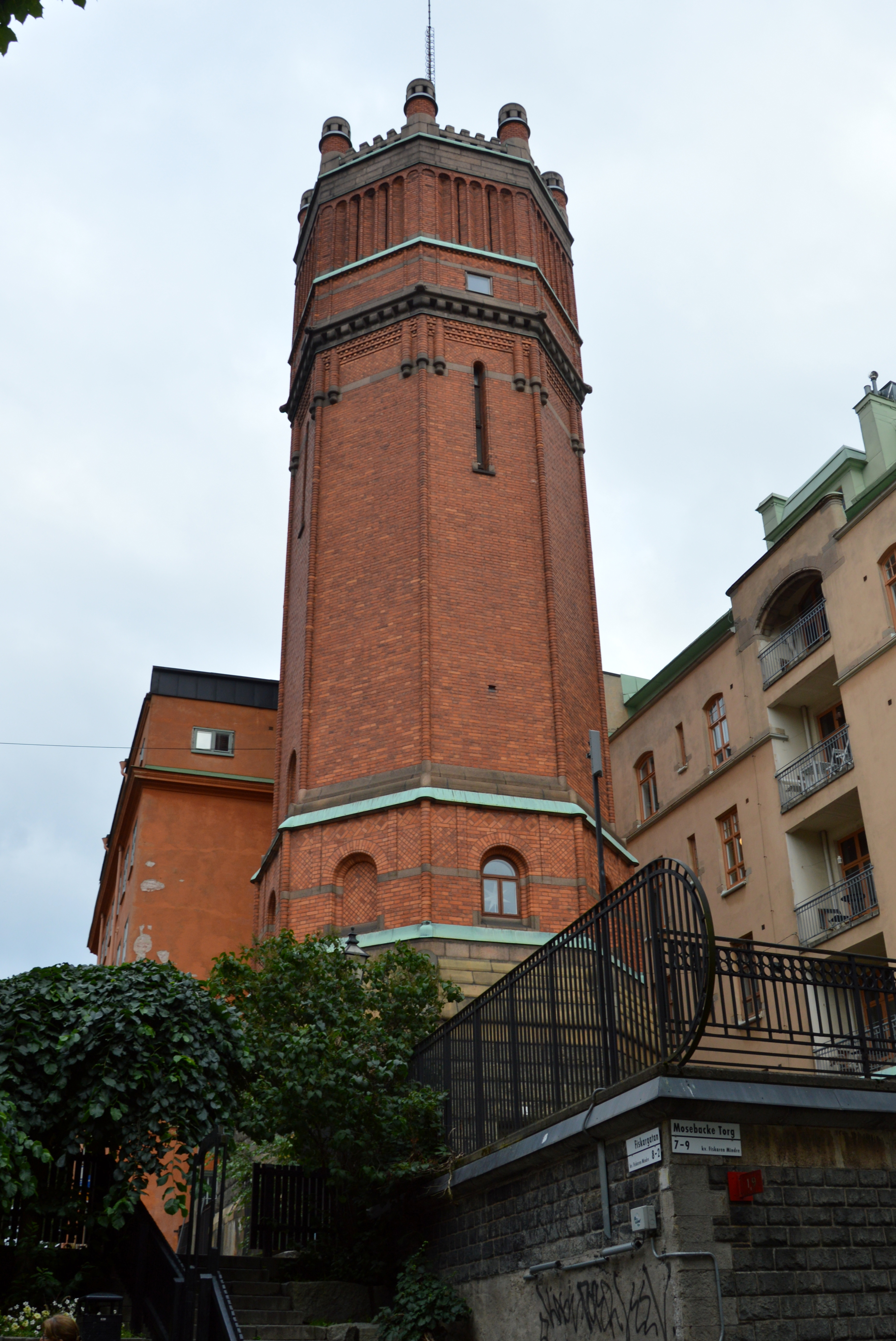
Wasserturm Mosebacke

Der Wasserturm Mosebacke (schwedisch: Mosebacke vattentorn) ist ein Wasserturm im Stockholmer Stadtteil Södermalm.
Der heute als Pumpstation genutzte Wasserturm liegt im nördlichen Teil Södermalms, an der Adresse Mosebacke torg 7, südlich der Fiskargatan.

## Geschichte und Architektur
Der achteckige, aus Backsteinen errichtete Turm entstand nach Plänen des Architekten Ferdinand Boberg auf dem höchstgelegenen Punkt der Umgebung und wurde im Jahr 1896 fertiggestellt. Er ist 32 Meter hoch, fasste 104 m³ Wasser und diente zur Erhöhung des Wasserdrucks im Katarinaberget-Viertel. Im Turm entstand auch eine Wohnung für Mitarbeiter.
Als Wasserturm war die weithin sichtbare Anlage bis 1960 in Betrieb und wird seitdem als Pumpstation genutzt.